# Livio Maccarino
Livio Maccarino (Alessandria, 7 aprile 1920 – Novara, 27 gennaio 1995) è stato un calciatore italiano, di ruolo attaccante.

## Carriera
Dopo aver giocato al Tigullia di Rapallo nella Serie C 1939-1940 passa insieme a Pietro Varona e Pierino Granotti in prestito al Casale, con cui nella stagione 1940-1941 disputa il campionato di Serie C. Dopo un'ulteriore stagione in prestito in terza serie al Casale, lascia la squadra nerostellata cin un bilancio di complessivi 22 gol in 52 partite e torna a vestire la maglia dei Grigi nella stagione 1942-1943, nella quale gioca una partita senza segnare in Coppa Italia ed esordisce in Serie B, categoria in cui gioca 6 partite e segna due gol, il primo dei quali il 25 ottobre 1942 nella quarta giornata di campionato nella partita pareggiata per 1-1 a Busto Arsizio contro la Pro Patria; si ripete la settimana successiva, quando all'85' realizza il gol del definitivo 2-1 nella partita vinta contro il Pisa. Nel 1945 prende parte al Campionato campano. Dopo la fine della Seconda guerra mondiale riprende a giocare nelle file dell'Alessandria, con cui nella stagione 1945-1946 vince il campionato misto di Serie B-C Alta Italia, nel quale disputa una partita senza segnare. A fine anno si trasferisce all'Anconitana, con cui nella stagione 1946-1947 gioca 39 partite nel campionato di Serie B, risultando il miglior marcatore stagionale della sua squadra con 6 reti all'attivo. A fine anno viene ceduto al Bolzano, con la cui maglia nella stagione 1947-1948 mette a segno 3 gol in 27 presenze nel campionato di Serie B, chiuso dagli altoatesini con il 12º posto in classifica nel girone B e con la conseguente retrocessione in Serie C. Nella stagione 1948-1949 gioca in Serie C con il Vigevano.
In carriera ha giocato complessivamente 83 partite in Serie B, categoria in cui ha anche messo a segno un totale di 11 reti.

## Palmarès

### Club

#### Competizioni nazionali
- Serie B-C Alta Italia: 1

Alessandria: 1945-1946